# هرانده
هرانده، روستایی از توابع بخش مرکزی شهرستان فیروزکوه در استان تهران ایران است.

## جمعیت
این روستا در دهستان مرکزی (فیروزکوه) قرار دارد و براساس سرشماری مرکز آمار ایران در سال ۱۳۸۵، جمعیت آن ۴۳۷ نفر (۱۲۰خانوار) بوده‌است.
از طایفه‌های بنام هرانده به خاندان‌های حسینی، محمودی، هراندهی، حیدرنژاد …

## زبان
اهالی هرانده مانند مردم بسیاری از روستاهای فیروزکوه به زبان مازندرانی تکلم می‌کنند.

## موقعیت
هرانده در فاصله ۱۲ کیلومتری جنوب غربی شهر فیروزکوه و ۱۲۰ کیلومتری شمال شرق تهران واقع شده‌است.
هم چنین در این روستا طولانی‌ترین غار استان تهران غار بورنیک وجود دارد.
در روستای هرانده امام زاده‌ای وجود دارد به نام امام زاده یحیی
از مکان‌های دیدنی روستا می‌توان به رودخانه همیشه پرآب نمرود اشاره نمود

## ورزش
از نظر ورزشی جوانان روستای هرانده همواره سرآمد رشته‌های والیبال و فوتبال شهرستان فیروزکوه می‌باشد که از جمله مقام‌های بدست آمده به مقام دوم قهرمانی باشگاه‌های تهران در رشته والیبال و فوتبال اشاره نمود

## هنر و موسیقی
در اجرای هنرهای نمایشی می‌توان به حدود یک قرن اجرای آیین‌های تعزیه اشاره نمود
در موسیقی نیز می‌توان به اساتید بنام موسیقی شهرستان آقایان سید حسن حسینی (تار و سه تار) و روح اله قلی‌زاده (نی) اشاره نمود

## اقتصاد
از نظر اقتصادی در گذشته همانند تمامی روستاهای بخش کوهستانی رشته کوه البرز مردم روستا به فعالیت دامداری و کشاورزی مشغول بوده و عمده معاملات اقتصادی خود را با شهرفیروزکوه و همچنین با شهرهای مازندران ازجمله سوادکوه و شهر سمنان می‌پرداختند و در گذر زمان و خصوصاً بعد انقلاب و وارد شدن کارخانه جات و شرکت‌ها و گسترش سواد آموزشی اکثر مردم روستا به فعالیت‌های اینچنینی پرداختند
از جمله محصولات روستای هرانده می‌توان به پرورش گل و گیاه در گذشته و محصولات باغی سیب و گردو و گلابی اشاره نمود